# トヨタ自動車ヴァルキューレ
トヨタ自動車ヴァルキューレ（トヨタじどうしゃ ヴァルキューレ）は、愛知県豊田市を本拠地とする、トヨタ自動車の女子バレーボールのチームである。2018-19シーズンまで、V.LEAGUE Division2に所属していた。現チーム名はトヨタ自動車サンピエナ。

## 歴史
1950年にトヨタ自動車工業（現・トヨタ自動車）社内にて9人制バレーボールチームとして発足。1968年に6人制に移行した。
1978年の全日本都市対抗に初出場を果たし、翌年の同大会に連続出場を果たす。1983年に地域リーグ（西部リーグ）へ昇格したが、1年で降格。その後1994年の第14回地域リーグに再昇格した。地域リーグではなかなか下位を抜け出せないまま20年ほど経つ。2003年の第23回地域リーグで1次リーグで4位に入り初めてのプレーオフ進出を果たす。2005年にはプレーオフで初の準優勝を果たし、V1リーグ（現・Vチャレンジリーグ）出場決定入替戦に進出した。入替戦では柏エンゼルクロスに敗れ、V1リーグ昇格はならなかった。
2013年、第3回全国6人制バレーボールリーグ総合男女優勝大会で準優勝を果たした。同年10月のVリーグ理事会で「トヨタ自動車ヴァルキューレ」としてVリーグ準加盟が承認された。チーム愛称の「ヴァルキューレ」は、北欧神話に登場する半神たち「ヴァルキューレ」（ドイツ語: Walküre）に由来する。
2014年6月、Vリーグ機構は2014/15シーズンからのVチャレンジリーグ加入を発表した。同年9月の社員総会において正式決定した。
初参戦となった2014/15のチャレンジリーグでは最下位となり、リーグ再編に伴いチャレンジリーグIIに組み込まれたが、2015/16シーズンで優勝を果たした。
VチャレンジリーグII2016/17シーズンで、二度目の優勝を果たし、V・チャレンジリーグ入替戦に進出。柏エンゼルクロスと1勝1敗となったが得点率の差でかわしてVチャレンジリーグIへの復帰資格を得た。
昇格した2017/18シーズンのVチャレンジリーグIでは、主力選手の佐藤優花がベストスコアラーになるなど健闘を見せた。最終的には5勝13敗となり6位となった。
2018-19V.LEAGUE DIVISION2は3勝15敗で9位となった。2019年2月28日付でVリーグ機構へ退社を申請。同年3月20日に開催された理事会で受理され、2019年6月30日をもってVリーグ機構を退社することが決定。今後もチーム活動を継続し、日本バレーボール協会が主催する大会に参戦することも併せて発表された。2019年4月22日より当面の間公式サイトを閉鎖。
2020年8月、チーム名を「トヨタ自動車サンピエナ」に改称。再度Vリーグを目指す。

## 成績

### 主な成績
チャレンジリーグI、 V.LEAGUE Division2
- 優勝 なし

チャレンジリーグII
- 優勝 2回 - 2015年度、2016年度

地域リーグ
- 準優勝 1回 - 2005年

全国6人制バレーボールリーグ総合男女優勝大会
- 準優勝 1回 - 2013年

### 年度別成績
| 大会名                | 大会名          | 順位 | 参加チーム数 | 試合数 | 勝 | 敗 |
| --------------------- | --------------- | ---- | ------------ | ------ | -- | -- |
| V・チャレンジリーグ   | 2014/15シーズン | 10位 | 10チーム     | 18     | 1  | 17 |
| V・チャレンジリーグII | 2015/16シーズン | 優勝 | 5チーム      | 16     | 11 | 5  |
| V・チャレンジリーグII | 2016/17シーズン | 優勝 | 6チーム      | 15     | 13 | 2  |
| V・チャレンジリーグI  | 2017/18シーズン | 6位  | 7チーム      | 18     | 5  | 13 |
| V・LEAGUE Division2   | 2018/19シーズン | 9位  | 10チーム     | 18     | 3  | 15 |

## 選手・スタッフ(2025-26)

### 選手
| 背番号                             | 名前       | シャツネーム | 国籍 | P    | 備考 |
| ---------------------------------- | ---------- | ------------ | ---- | ---- | ---- |
| 1                                  | 村上杏月   |              | 日本 | OH   | 新人 |
| 2                                  | 遠藤想     |              | 日本 | S    |      |
| 3                                  | 佃舞花     |              | 日本 | OH   |      |
| 4                                  | 早坂澪音   |              | 日本 | OH   |      |
| 5                                  | 湯浅夏鈴   |              | 日本 | MB   |      |
| 6                                  | 下村未織   |              | 日本 | OH   | 新人 |
| 7                                  | 舟越鈴音   |              | 日本 | OH   | 新人 |
| 8                                  | 坪井茜     |              | 日本 | MB   |      |
| 9                                  | 真子みゆう |              | 日本 | OP   |      |
| 10                                 | 時田紅希   |              | 日本 | S    | 新人 |
| 11                                 | 佐藤生     |              | 日本 | L    |      |
| 12                                 | 石川瑞希   |              | 日本 | OH   |      |
| 13                                 | 小池凛     |              | 日本 | S    |      |
| 14                                 | 中川姫琳   |              | 日本 | L    |      |
| 15                                 | 小嶋ひなた |              | 日本 | L    |      |
| 16                                 | 野村苺花   |              | 日本 | L    | 新人 |
| 17                                 | 野田萌翔   |              | 日本 | OH/L | 新人 |
| 18                                 | 後藤海音   |              | 日本 | MB   | 新人 |
| 出典：チームSNS 更新：2025年7月7日 |            |              |      |      |      |

### スタッフ
| 役職                                  | 名前       | 備考 |
| ------------------------------------- | ---------- | ---- |
| 監督                                  | 太田有紀   |      |
| コーチ                                | 山下輝樹   |      |
| マネージャー                          | 松尾妃七菜 |      |
| 出典：チームナビ 更新：2024年10月21日 |            |      |